# Alexandre-Théophile Vandermonde
Alexandre-Théophile Vandermonde (parfois appelé Alexis-Théophile), né à Paris le 28 février 1735 et mort à Paris le 1er janvier 1796, est un mathématicien français. Il fut aussi économiste, musicien et chimiste, travaillant notamment avec Étienne Bézout et Antoine Lavoisier. Son nom est maintenant surtout associé à une matrice et son déterminant.

## Biographie
Il commence à faire des mathématiques en 1770. Son Mémoire sur la résolution des équations (1771), qui préfigure la théorie de Galois, porte sur les fonctions symétriques et la solution des polynômes cyclotomiques. Dans les Remarques sur des problèmes de situation (1771), il étudie le problème du cavalier. Son Mémoire sur des irrationnelles de différents ordres avec une application au cercle (1772) porte sur la combinatoire, et son Mémoire sur l'élimination (1772) sur les fondations de la théorie des déterminants. Ces communications, présentées à l'Académie des sciences, constituent toute son œuvre mathématique. Le déterminant de Vandermonde n'y apparaît pas explicitement,.
En 1771, il devient membre de l'Académie des sciences. En janvier 1792, il devient membre de la Société patriotique du Luxembourg, créée par Jean-Nicolas Pache, avec Gaspard Monge, Jean Henri Hassenfratz et Jean-Baptiste Marie Meusnier de La Place.
À partir de 1794, Vandermonde sera membre du Conservatoire national des arts et métiers, examinateur au concours d'entrée de l'École polytechnique, professeur à l'École normale supérieure.

## Postérité
Vandermonde a donné son nom à la société secrète des élèves du Conservatoire national des arts et métiers.